# Senhora da Saúde (Évora)
A Freguesia de Senhora da Saúde foi uma freguesia portuguesa da cidade e do Município de Évora, freguesia que tinha 36,21 km² de área e 8 924 habitantes (2011), e, por isso, uma densidade populacional de 246,5 hab/km². Foi criada em 1997, por desanexação da freguesia da Sé.
Foi extinta em 2013, no âmbito de uma reforma administrativa nacional, para, em conjunto com a Freguesia de Bacelo, formar uma nova freguesia denominada União das Freguesias de Bacelo e Senhora da Saúde com sede em Bacelo.

## População
| População da freguesia de Senhora da Saúde | População da freguesia de Senhora da Saúde | População da freguesia de Senhora da Saúde | População da freguesia de Senhora da Saúde | População da freguesia de Senhora da Saúde | População da freguesia de Senhora da Saúde | População da freguesia de Senhora da Saúde | População da freguesia de Senhora da Saúde | População da freguesia de Senhora da Saúde | População da freguesia de Senhora da Saúde | População da freguesia de Senhora da Saúde | População da freguesia de Senhora da Saúde | População da freguesia de Senhora da Saúde | População da freguesia de Senhora da Saúde | População da freguesia de Senhora da Saúde |
| ------------------------------------------ | ------------------------------------------ | ------------------------------------------ | ------------------------------------------ | ------------------------------------------ | ------------------------------------------ | ------------------------------------------ | ------------------------------------------ | ------------------------------------------ | ------------------------------------------ | ------------------------------------------ | ------------------------------------------ | ------------------------------------------ | ------------------------------------------ | ------------------------------------------ |
| 1864                                       | 1878                                       | 1890                                       | 1900                                       | 1911                                       | 1920                                       | 1930                                       | 1940                                       | 1950                                       | 1960                                       | 1970                                       | 1981                                       | 1991                                       | 2001                                       | 2011                                       |
|                                            |                                            |                                            |                                            |                                            |                                            |                                            |                                            |                                            |                                            |                                            |                                            |                                            | 9 415                                      | 8 924                                      |

Freguesia criada pela Lei nº 26/97, de 12 de Julho, com lugares desanexados da freguesia da Sé.

## Património
- Chafariz d'El Rei